# UGC 11066
UGC 11066 est une galaxie située à environ 30,6 Mpc (∼99,8 millions d'al) de la Terre dans la constellation du Dragon. En 2005 on a pu y observer la supernova SN 2005B,.